# Jorge Newbery
Jorge "George" Newbery (narozený jako Jorge Alejandro Newbery 29. května 1875 Buenos Aires - 1. března 1914 provincie Mendoza) byl argentinský průkopník letectví, pilot a sportovec.

## Letectví
Stál u počátků létání v Argentině. 25. prosince 1907 spolu s Aarónem Anchorenou uskutečnil let balónem El Pampero přes Río de la Plata, který sice nebyl první v Argentině, ale měl velkou popularitu. Létal také s letadly a byl druhým viceprezidentem organizace Aero Club Argentino.

## Sport
Byl propagátorem sportu v Argentině, věnoval se boxu, plavání, automobilovým závodům, šermu, veslování a běhu, ale i dalším sportům.

## Památka
Na jeho počest bylo pojmenováno hlavní letiště Buenos Aires, Letiště Jorgeho Newberyho.

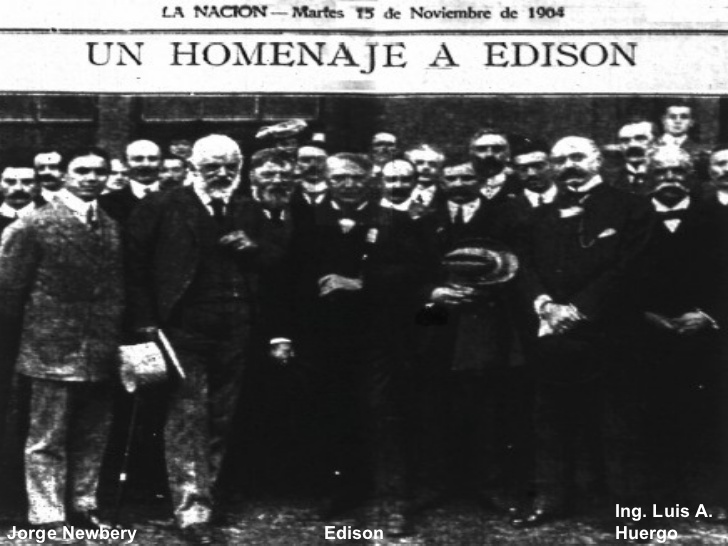
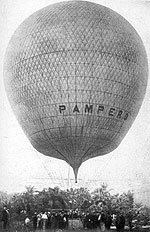
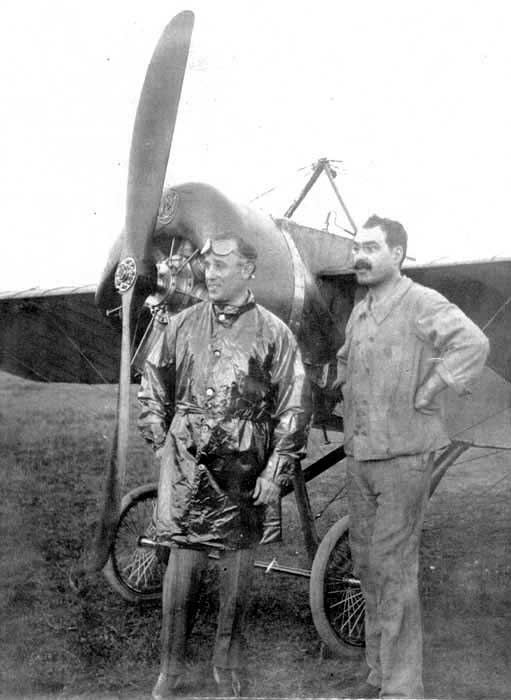